# Майер-Хартинг, Томас
Томас Майер-Хартинг (нем. Thomas Mayr-Harting; род. 22 мая 1954, Эпсом, Великобритания) — австрийский дипломат, специальный представитель ОБСЕ по приднестровскому урегулированию. С декабря 2008 года по октябрь 2011 года являлся постоянным представителем Австрии в ООН в Нью-Йорке и с 1 января 2009 года по 31 декабря 2010 года был представителем Австрии в Совете Безопасности ООН.

## Биография
В 1977 году Томас Майер-Хартинг получил звание доктора юриспруденции в университете Вены и затем продолжил обучение и научную работу в Европейском Колледже в г. Брюгге (Бельгия).
В 1978 году получил диплом Гаагской Академии международного права.
Дипломатическую карьеру начал в 1979 году.
1982—1986 — работал в Австрийской миссии при Европейских сообществах в Брюсселе.
1986—1990 — работал в Австрийском посольстве в Москве.
1991—1995 — сотрудник Кабинета министра иностранных дел Австрии Алоиса Мока.
1995—1999 — заместитель политического директора и Заведующий отдела политики безопасности .
1999—2003 — посол Австрии в Бельгии, руководитель австрийской миссии в НАТО.
2002—2004 — австрийский посол по особым поручениям на Западных Балканах.
С 2003 по 2008 год — посол и политический директор (руководитель сектора политики) в Министерстве иностранных дел.
В 2008 году был также назначен Председателем наблюдательного совета Австрийского Агентства по развитию (АDА).